# Большая Нореньга
Большая Нореньга (Верхняя Нореньга, Большая Норинга) — река в Тотемском районе Вологодской области, приток Сухоны.
Устье реки находится в 258 км по левому берегу реки Сухона, в 1,5 км выше устья реки Малая Нореньга. Длина реки составляет 40 км.

## Описание
Течёт на юг по малозаселённой местности. В верхнем течении на левом берегу расположен нежилой посёлок Тюльпас, возле устья — деревня Медведево. Крупнейший приток — Опросинья — впадает в 17 км от устья по правому берегу.
Питание преимущественно снеговое. Половодье с начала апреля до конца мая. Замерзает в конце октября — первой половине ноября, вскрывается в середине апреля — первой половине мая.

## Происхождение названия

### Финно-угорская версия
Слово «норинга» имеет явное финно-угорское происхождение. До середины V в. на территории бассейна Сухоны проживали финно-угорские племена. В V—VII веках н. э. начинается освоение края славянским населением, что повлекло за собой ассимиляцию финно-угорских племен. Колонизация Русского Севера происходила как с запада (ильменскими словенами), так и с юга (кривичскими племенами), что привело к смешению языковых особенностей этих народов.
«Ган» — река на хантском языке, финно-угорской группы. Названий рек с окончанием «ган», «нга» много в Ханты-Мансийском АО. В северо-западной группе финно-угорских племен есть такой язык как марийский. И в нем можно найти много корней -ингирь (-нгирь, -ньгирь, -енгерь, -енгарь и т. д.; неоднократно в самостоятельном топонимическом употреблении: Ингирь, Ингерь, Ингарь), ср. мар. eŋər ‘речка, ручей’.

### Иранская версия
Многими лингвистами неоднократно признавалось, что в финно-угорских языках есть много «иранизмов», а в последние годы исследований появилось мнение, что финно-угорские и индоиранские языки имеют очень большой общий лексический пласт. Появилась версия о том, что названия рек Кама на Урале и Ганг (Ганга) в Индии имеют одно происхождение. Не зря и на Русском Севере (Архангельская и Мурманская области) имеются географические названия с корнем «ганг»: Ганга (озеро), Гангас (залив, возвышенность), Гангос (гора, озеро), Гангасиха (залив). К этой же группе и относится слово «норинга»
Корень «нор», «нюр» был впоследствии найден в языке коми и переводится он как «водоем», «озеро».

### Легенда
Слово «норинга» в культуре северных славянских народов связано с местным устным фольклором. Существует предание, что своё название река Вологодской области получила из легенды о птице Норинге, которая была распространена на территории расселения ильменских словен и кривичей. Ограниченные в своём распространении на северо-запад и запад, где они встретили сильные литовские и финские племена, кривичи продвинулись к северо-востоку и поглотили жившие там малочисленные финно-угорские и балтийские племена. 
Согласно этнографическим данным устной фольклорной традиции в VIII—IX вв. один из князей кривичей, получив тяжёлое ранение, вернул себе здоровье при помощи живой воды, источник которой указала Норинга. По одной из версий, так звали внучку знахаря, которая обладала способностью превращаться в птицу. Часть респондентов, впрочем, ничего не говорит об оборотничестве, упоминая либо обычную девочку, либо птицу, лишенную каких-либо магических свойств, за исключением поиска живой воды. Однако образ птицы встречается несравненно чаще. Разночтения касаются также социального положения излечившегося героя: его называют то князем, то просто стариком. В последнем случае к Норинге за живой водой отправляется его младший сын. Перечисленные мотивы указывают на дохристианское происхождение легенды. В местной культурной традиции сохранился обычай: если в доме есть больной человек, то на пороге оставляют семена или хлебные крошки, чтобы привлечь заботливую птичку Норингу, которая принесет в клюве каплю живой воды и исцелит больного.

## Данные водного реестра
По данным государственного водного реестра России относится к Двинско-Печорскому бассейновому округу, водохозяйственный участок реки — Северная Двина от начала реки до впадения реки Вычегда, без рек Юг и Сухона (от истока до Кубенского гидроузла), речной подбассейн реки — Сухона. Речной бассейн реки — Северная Двина.
Код объекта в государственном водном реестре — 03020100312103000008640.